# Vladimir Petrov (hockeista su ghiaccio)
Vladimir Vladimirovič Petrov (in russo Влади́мир Влади́мирович Петро́в?; Krasnogorsk, 30 giugno 1947 – Mosca, 28 febbraio 2017) è stato un hockeista su ghiaccio sovietico, dal 1991 russo.

## Palmarès

### Olimpiadi invernali
- Oro a Sapporo 1972.
- Oro a Innsbruck 1976.
- Argento a Lake Placid 1980.